# Kyohei Suzaki
Kyohei Suzaki (須崎 恭平 Suzaki Kyohei?), född 21 juni 1989 i Mie prefektur, är en japansk före detta fotbollsspelare.
Suzaki började sin karriär 2008 i Júbilo Iwata. 2009 flyttade han till FC Gifu. Han avslutade karriären 2009.